# Iwan Iwanowitsch Chemnitzer

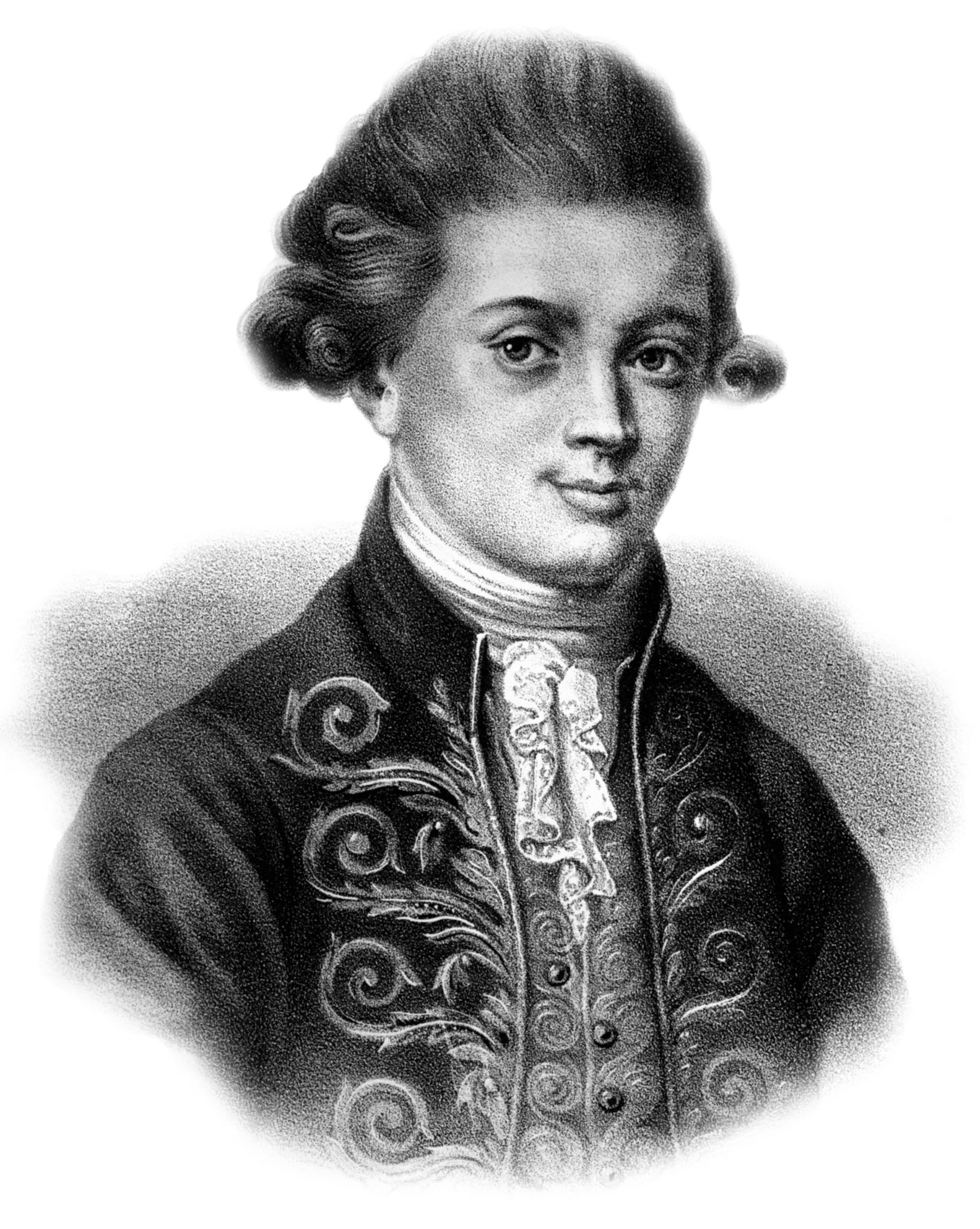
Iwan Iwanowitsch Chemnitzer (P. F. Borel, 1869)

Iwan Iwanowitsch Chemnitzer (russisch Иван Иванович Хемницер; * 5. Januarjul. / 16. Januar 1745greg. in der Festung Jenotajewka; † 19. Märzjul. / 30. März 1784greg. in Bornova (Smirna)) war ein russischer Markscheider, Dichter und Übersetzer.

## Leben
Chemnitzers Vater war ein sächsischer Arzt, der auf Einladung Peters I. aus Chemnitz nach Russland kam. 1755 zog die Familie nach St. Petersburg, wo der Sohn Medizin studieren sollte. Stattdessen trat Chemnitzer als Dreizehnjähriger in die Kaiserlich Russische Armee ein und nahm am Siebenjährigen Krieg teil. Er wurde Leutnant und wechselte 1769 in den Zivildienst. Er wurde Markscheider im russischen Bergamt. Er übersetzte Arbeiten zum Bergbauwesen ins Russische und entwickelte die entsprechende Terminologie.
Im Februar 1777 reiste Chemnitzer mit dem Leiter des Bergkollegiums Michail Fjodorowitsch Soimonow nach Paris, wo er dank der Hilfe Iwan Iwanowitsch Schuwalows und anderer dort lebender Russen auch das Leben am Hof des Königs kennenlernte. Chemnitzer besuchte das Atelier von Jean-Baptiste Greuze sowie ein Waisenhaus und besichtigte im Schloss Versailles Rennequin Sualems hydraulische Maschine von Marly. Im Mai 1777 reiste Chemnitzer nach Leiden, wo er Saverys Dampfpumpe bewunderte. In der Haarlemer St.-Bavo-Kirche hörte er die Orgel. Mit Nikolai Alexandrowitsch Lwow ging er zu Fuß nach Den Haag. In Amsterdam besuchte er ein Findlingsheim für 1200 Kinder und fand es nicht so gut wie russische Einrichtungen. In Aachen besichtigte er den Dom wie auch in Köln. Über Limburg, Koblenz, Frankfurt am Main reiste er zurück und kam im Oktober 1777 wieder in St. Petersburg an.
Chemnitzer übersetzte Fabeln von Jean de La Fontaine und Christian Fürchtegott Gellert und verfasste auch selbst eigene Fabeln, die sehr beliebt waren. Er gilt als der bedeutendste russische Fabeldichter vor Iwan Andrejewitsch Krylow, dessen Werk von Chemnitzers Fabeln beeinflusst wurde. Bis 1855 wurden Chemnitzers Fabeln 36-mal herausgegeben, was ein Rekord für Schriftsteller des 18. Jahrhunderts war. Wissarion Grigorjewitsch Belinski schätzte Chemnitzers Werk höher ein als die Werke Wassili Wassiljewitsch Kapnists und Ippolit Fjodorowitsch Bogdanowitschs.
Chemnitzer gehörte zu dem Literaten- und Künstler-Kreis um Nikolai Alexandrowitsch Lwow und Marija Alexejewna Lwowa, wie auch Gawriil Romanowitsch Derschawin, Wassili Wassiljewitsch Kapnist, Dmitri Grigorjewitsch Lewizki, Wladimir Lukitsch Borowikowski und Jewstignei Ipatowitsch Fomin. 1781 schied Chemnitzer im Rang eines Kollegienrats (6. Rangklasse) aus dem Dienst.
1782 wurde Chemnitzer zum russischen Generalkonsul in Smirna ernannt. Im Juni 1782 verließ er St. Petersburg, besuchte Soimonow in Moskau und Kapnist in Welyka Obuchiwka und kam zu Iwan Abramowitsch Hannibal im gerade gegründeten Cherson. Im Juli reiste er auf dem für ihn bereitgestellten Schiff weiter, kam wegen widriger Winde erst im August in den Bosporus und besuchte Konstantinopel. Im September durchfuhr er die Dardanellen und erreichte schließlich Ende September 1782 Smirna. Von dort berichtete Chemnitzer auch über die Nekrassow-Kosaken aus dem Khanat der Krim, die in Anatolien angesiedelt worden waren. 1784 wurde Chemnitzer zum Mitglied der Russischen Akademie gewählt.